# Karl Anton Dominik von Otto
Karl Anton Dominik von Otto (* Dezember 1723 in Franken; † 12. Mai 1797 in Cosel) war ein preußischer Generalmajor und Kommandant der Festung Cosel.

## Leben

### Militärlaufbahn
Otto ging 1740 in holländische Dienste, wurde 1746 Sekondeleutnant und 1752 Premierleutnant. Zu Beginn des Siebenjährigen Krieges wechselte er am 8. Oktober 1756 in preußische Dienste und erhielt eine Anstellung als Stabskapitän im Freibataillon „Le Noble“. Dort avancierte Otto am 25. November 1756 zum Kapitän und Kompaniechef. Am 2. Februar 1759 wurde er dann Major. Am Ende des Krieges wurde das Freibataillon abgemustert und kam daraufhin am 1. April 1763 in das Garnisonsregiment „Le Noble“. Am 1. Januar 1772 stieg er zum Oberstleutnant auf und führte zu Beginn des Bayerischen Erbfolgekrieges das III. Bataillon des Regiments von Glatz nach Schweidnitz zur Kriegsbesatzung der Festung.
Nach dem Krieg wurde Otto am 1. Mai 1786 Kommandeur des Garnisonsbataillons und in dieser Eigenschaft am 14. Dezember 1786 Oberst. Am 1. Mai 1788 folgte seine Versetzung in das Depot-Bataillon des Infanterieregiments „von Wunsch“. Als erfahrener Offizier wurde Otto am 18. Juli 1790 mit einem Gehalt von 1200 Talern zum Kommandanten der Festung Cosel ernannt. Schon am 28. Juli 1790 beantragte er Geld für den Bau von Baracken und für Erdarbeiten. Dafür stellte man ihm 2348 Taler zur Verfügung. Am 20. Juli 1793 wurde er zum Generalmajor befördert. Er starb dann am 12. Mai 1797 in Cosel.

### Familie
Otto heiratete 1775 Marie Elisabeth von Keoszeghy (* 4. August 1751; † 13. April 1816), Tochter des preußischen Generalmajors Karl Franz von Keoszeghy. Das Paar hatte folgende Kinder:
- Franz (* 9. Juli 1776), Major
- Karl (* 1778; † 6. Juli 1806), gestorben nach einem Duell, Leutnant im Husarenregiment „von Pletz“
- Wilhelm (* 1782), war 1809 im Schwarzen Korps des Herzogs von Braunschweig
- Johanne Karoline Wilhelmine († 12. März 1831) ⚭ Ernst Gottlieb (Gottlob) von Rohr und Stein (* 21. Mai 1783; † 1. Februar 1831), Major